# Kinda
Els kinda són una tribu àrab d'origen suposat sud-aràbic. El seu ancestre mític fou Kahlan. Als segles V i VI es van estendre per tota Aràbia. Hudir (de malnom Akil al-Murar) al segle V va dirigir a la tribu cap al centre i nord d'Aràbia amb el suport dels himiarites i va sotmetre la tribu àrab dels Maadd. Es va fer cristià (i amb ell tota la tribu); es va enfrontar a Ziyab ibn al-Habula, el rei salíhida vassall dels romans d'Orient, en la diada de Yawm al-Baradan. Al mateix temps restava a Hadramaut una part de la tribu sota direcció de Kays ibn Madi-Karib, que al contrari dels seus companys del nord que es van fer cristians, es va fer jueu i tota la tribu al sud hauria adoptat aquesta religió almenys fins a la meitat del segle vi.

## Caps kindes de l'Hadramut 325-425 (vassalls himiarites)
- Malikum
- Murti ibn Muàwiya
- Muàwiya ibn Thawr
- Amr ibn Muàwiya
- Muàwiya ibn Rabia

## Els kindes a Aràbia central
Els descendents d'Hujr, els Banu Akil-al-Murar, van exercir l'hegemonia a l'Aràbia central durant més d'un segle. El seu fill Amr (de malnom al-Maqsur) el va succeir vers el 460 al Najd i un segon fill, Muàwiya, va governar la Yamama. El fill d'Amr, al-Hàrith, fou el membre més conegut de la família amb relacions amb totes les potències de l'època. A la seva mort el van succeir quatre fills que es van repartir el domini de les tribus.
Sota el regnat d'al-Hàrith, vers el 500, dos dels seus fills, Hujr i Maj-Karib, van atacar la frontera romana d'Orient i el 502 el pare va ajustar un tractat de pau, va regnar per un temps a al-Hira, i va adoptar la religió mazdaquista; després es va retirar d'al-Hira per anar a l'Imperi Romà d'Orient on li fou concedit un filarcat a Palestina, però enfrontat al dux provincial Diomedes, va fugir al desert on el 528 fou mort pel làkhmida al-Múndir o per un kalbita. Els quatre fills es van disputar el poder i van lluitar a la diada d'al-Kulab en què va morir un fill, Xurahbil. La tribu Àssad es va revoltar contra Hujr que va morir en la lluita deixant un fill, Imru-l-Qays, el més important poeta àrab preislàmic.
Era vers el 530 i el poder dels kindes estava al final i l'Imperi Romà d'Orient va enviar uns delegats, Julià i Nonnòs, als himiarites, els kindes i els abissinis, per acordar la pau i fer aliança contra Pèrsia. Els enviats grecs van aconseguir que els kindes i els himiarites, que tenien diferències, les arrangessin. El fill Salama devia haver mort i el seu fill Kays es va retirar de l'Aràbia central i els seus dos germans Yazid i Amr es van repartir aquest domini. Kays fou rebut a Constantinoble i va rebre un comandament a Palestina.

## Llista de caps (reis) kindes
- Hujr, conegut pel malnom Akil-al-Murar, «menjador d'arrels amargues» (vers 425-vers 460)
- Amr, dit al-Maqsur (vers 460-vers 490)
- al-Hàrith (vers 490-528)

## Arbre genealògic
- Hujr, de malnom Akil al-Murar
  - Amr al-Maqsur, al Najd
    - al-Hàrith
      - Hujr II
        - Imru-l-Qays, dit «el rei poeta»

      - Salama
        - Amr
        - Qays
        - Yazis

      - Xurahbil
      - Maj-Karib

  - Muàwiya al-Jawn, a la Yamama

## Final del poder kinda
Després de la invasió axumita de Himyar vers 525 el poder kinda va disminuir per manca d'aquest suport. Els diversos regnes kindes al nord i centre d'Aràbia van donar simptomes de desintegració. Els Banu Djawn de la Yamama van participar en les disputes i van lluitar en el conflicte entre les tribus Tamim i Amir (amb les batalles de Sahib Djabala i Dhu Najab, on els Banu Djawn van perdre molts homes). Diverses revoltes de les tribus adnani al Nedjd contra els kindes van acabar destruint els regnes. La posició general va esdevenir precària i els kindes van decidir tornar al Hadramaut d'on havien sortit la primera meitat del segle v.

## Època musulmana
Al-Àixath ibn Qays de la branca d'Hadramaut va dirigir la delegació dels kindes a Medina que va adoptar l'islam; altres fraccions van enviar delegacions. Mahoma va concertar matrimoni amb almenys dues (i potser tres) princeses kindes, si bé aquests matrimonis mai es van materialitzar que se sàpiga. A la mort dels Profeta els kindes de l'Hadramaut dirigits per al-Ashat i quatre caps més, es van revoltar; fou reprimida i els caps morts excepte al-Ashat que fou perdonat pel califa Abu-Bakr i després fou un destacat guerrer musulmà que va lluitar a Yarmuk, Qadisiyya, i a Siffin (al costat d'Alí ibn Abi-Tàlib). Un kindita, Xurahbil ibn Hassan, fou un dels tres o quatre generals que van dirigir la conquesta de Síria i va tenir al seu càrrec la zona d'al-Urdunn que va conquerir i governar. El kindita al-Simt ibn al-Àswad i al-Àixath ibn Minas van tenir part principal a la conquesta d'Homs.
En temps del califa Uthman ibn Affan van estar en el grup rebel i l'exèrcit que va matar el califa anava manat per un kindita tugibita de nom Kinana ibn Bishr i almenys dos altres membres dels kinda (grup sakun) van participar en la mort. Humayn ibn Numayr (també del grup sakun) va dirigir el setge de la Meca el 638 per compte del califa Yazid I, i durant el qual la Kaba fou incendiada. El famós general Abd-ar-Rahman ibn Muhàmmad ibn al-Àixath fou també un kinda (del grup Banu Muàwiya)
Al segle xi a l'Andalus els tugíbides van aconseguir crear un emirat independent a Saraqusta (Saragossa), Darawka (Daroca) i Qàlat Ayyub (Calataiud); a Almeria els Banu Sumàdih es creu que eren també kindes tugíbides. Més dubtós és si ho eren els Banu Dhi-n-Nun de Toledo i els aftàsides de Badajoz.